# Reva
Reva je naselje v občini Trebnje.
Reva je gručasto naselje nad Artmanjo vasjo na vzhodnem pobočju Hrastovca. Okoli vasi je večinoma zakrasel svet z vrtačami in brezni, obdelovalne površine so le Vrbje, Na hribu in Boršt, hektarski donosi pa so majhni.  Pod naseljem je dolina V žlebu po kateri teče studenec Pupeč, v bližnjem gozdu pa halštatsko gomilno grobišče, ki pripada naselbini na Cvingerju nad vasjo Korita.